# Herb powiatu hajnowskiego
Herb powiatu hajnowskiego – jeden z symboli powiatu hajnowskiego, ustanowiony 26 czerwca 2002.

## Wygląd i symbolika
Herb przedstawia na tarczy w polu złotym dwa drzewa iglaste zielone na podłożu tej samej barwy. Przed nimi żubr brązowy o złotych rogach i czarnych kopytach, zwrócony w prawo. Żubr symbolizuje potęgę i siłę przyrody oraz dzielność, wspaniałomyślność i pracowitość. Jego wizerunek został opracowany na podstawie rzeźby tego zwierzęcia, znajdującej się przed siedzibą władz miasta i powiatu. Świerk to jedno z najpospolitszych drzew Puszczy Białowieskiej oraz symbol miejscowej flory.